# Портрет мадам Жюль Гийме
«Портрет мадам Жюль Гийме» — набросок карандашом к портрету мадам Гийме пастелью, выполненный французским художником Эдуаром Мане в 1880 году; ныне набросок хранится в Эрмитаже.

## Обращение к портретному жанру
Ещё на начальном этапе своей творческой карьеры Эдуар Мане обратился к написанию портретов. Как начинающий художник он был вынужден доказывать критикам и окружению, что не зря тратил отцовские деньги на обучение в мастерской Тома Кутюра.
Наихудшим для Мане было непризнание его таланта собственным отцом. Отец, Огюст Мане, придерживался буржуазных представлений о порядочности, благородстве и разумности поведения сына. Огюст не одобрял профессиональный выбор сына: художник в его глазах был человеком, недостойным внимания и уважения. Именно отец ограничивал сына в деньгах, а Мане страдал от денежной зависимости, проживая в довольно взрослом возрасте в Париже, полным удовольствий за деньги. И именно отец был против брака Эдуара с Сюзанной Ленгофф, так как считал её нежелательной обузой своей семье и сыну. Неудержимый во всём, что касалось чувств, Мане стал отцом внебрачного ребёнка, а из-за давления отца даже не смог признать своего отцовства.
Дабы доказать семье рост своего художественного мастерства, он написал портрет родителей и даже отдал его в Парижский салон на выставку.
Несколько он создал и в 1880-х годах, когда уже приобрел репутацию бунтаря, по стилю не схожего ни с одним парижским художником. Но молодость и, по мнению самого Мане, зенит его творчества были позади — оказалось, что художник болен атаксией — нарушением координации движений. Именно из этих соображений Мане стал постепенно отступать от уже выверенной техники рисования масляными красками — он обратился к быстрой техники пастели.

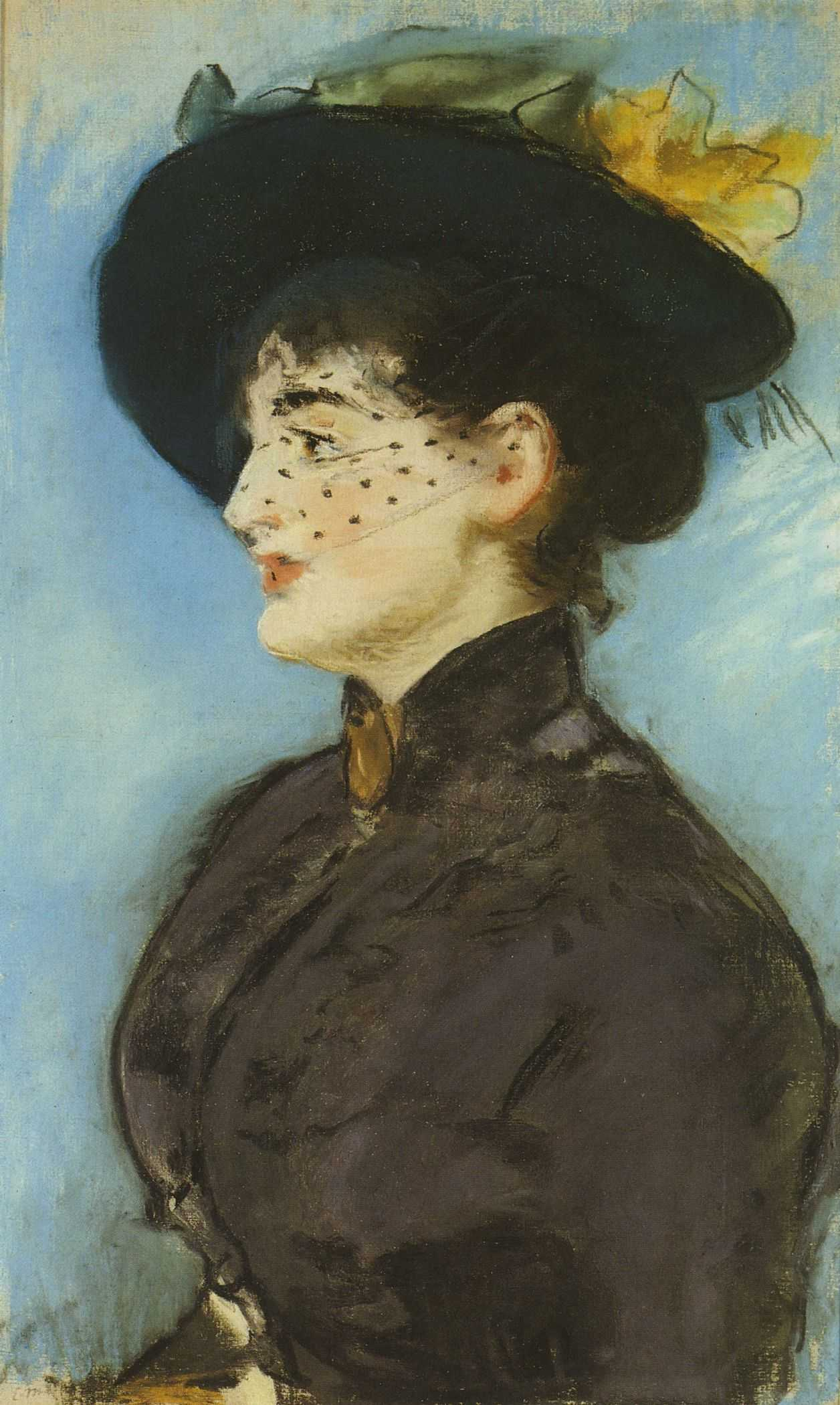
«Ирма Брюннер», после 1880, частное собрание
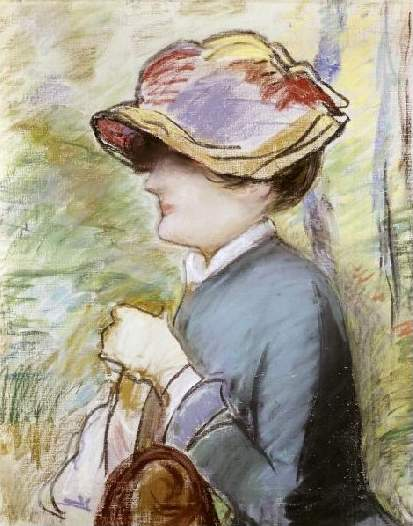
«Девушка в шляпке», начало 1880-х, частное собрание
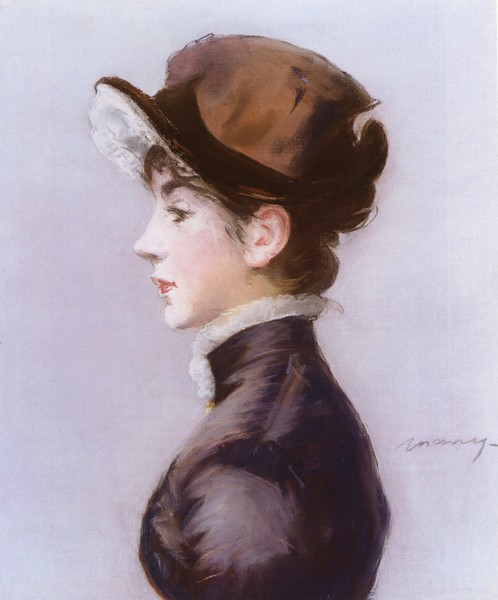
«Сюзетта Лемер», 1881, частное собрание

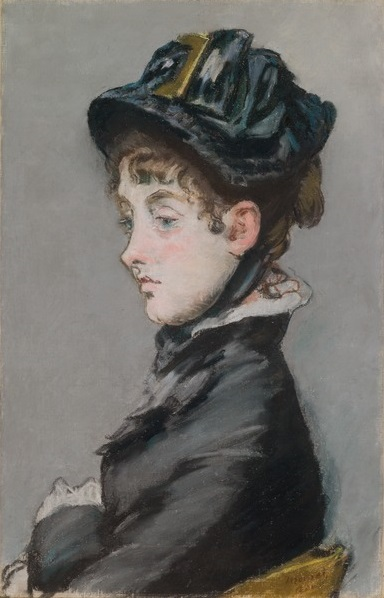
«Портрет мадам Гийме», выполненный пастелью, 1880, художественный музей Сент-Луиса, США

Всегда небезразличный к женской красоте, в 1880 году он создал несколько женских портретов пастелью, среди них и окончательный портрет мадам Гийме. Так как сама мадам Гийме была дальней родственницей Мане, ни о какой экстравагантности (которая была присуща небезызвестному «Портрету неизвестной» с оголённой грудью того же года) и речи быть не могло: творец пошёл на уступки мещанской добропорядочности.
Многие портреты этого периода композиционно были повёрнуты в профиль налево. Предтечей к этому стал «Портрет неизвестной на лавке», выполненный Мане ещё в 1879 году. Все эти женские портреты — полная противоположность гротескным и грубым портретам мужчина наподобие неуклюжего Джона Мура. Творца необычайно привлекала именно внешняя женская молодость и хрупкость, без проникновения в их психологию — именно поэтому портреты рисовались в технике пастели: она была быстрой и сохраняла и свежесть впечатления, и хрупкость выбранных моделей. Всё это характерно и для пастельного «Портрета мадам Гийме», который попал в коллекцию Художественного музея Сент-Луиса, США.

## Рисунок к портрету мадам Гийме
Но готовому портрету предшествовал набросок. Композиционно Мане остался верен себе — мадам Гийме была нарисована в профиль, смотрящей налево. Рисунок также сохранил и ловкость, с которой работал Мане — работая быстро, он очертил овал лица. А после быстро нарисовал само лицо, в полной мере используя все возможности чрезмерно тонких и толстых линий в поздней, артистически раскованной манере. Портрет-рисунок исполнен на бумаге верже.